# 야마구치 방송
야마구치 방송은 야마구치현에서 첫 번째로 개국한 민영방송국으로 라디오 방송국은 1956년 4월 1일 텔레비전 방송국은 1959년 10월 1일에 개국했다.
약칭은 예전 회사명인 주식회사 라디오 야마구치에서 유래한 KRY, 라디오 콜사인은 JOPF, 텔레비전 콜사인은 JOPF-DTV이다.

## 개요
- 야마구치현에서 가장 역사가 긴 민영방송국이며, 야마구치의 유일한 TV·라디오 겸영 방송국이다.
- 겸영국이라는 이점을 살린 텔레비전과 라디오의 공동 기획이 많다.
- 개국 당초부터 본국이 현청 소재지의 야마구치시가 아닌 현 동부에 있는 슈난시( 구·도쿠야마 시)에 있어 현지의 상공회의소 등이 대주주로서 참가하고 있으며 그 때문인지 슈난 지역의 정보를 방송하는 일이 많다.
- 시모노세키에 있는 간몬 TV 방송국은 개국 당초 도쿠야마 TV 방송국(본국)과 달리 변칙적인 별도편성을 했는데 이 상황은 당시 간몬 지구에서 먼저 개국한 TV 니시닛폰(TNC)이 니혼TV 계열국이었다가 1964년 후지 TV 쪽으로 네트워크를 변경한 것을 계기로 종료되었다(자세한 것은후술). 그 때문에 1969년 후쿠오카 방송(FBS)이 개국할 때까지 니혼 TV 계열에 있어서 야마구치·후쿠오카의 정보를 보내는 중요한 역할을 수행했다.
- 또, 개국 당초 아사히 방송(ABC)으로부터 지원을 받고 있어서 ANN와 관계가 있었으며 1993년 야마구치 아사히 방송(yab)이 개국할 때까지 NNN·ANN 크로스넷 방송국이었지만 ANN 뉴스를 방송한것은 낮뿐이었다.

## 연혁
- 1956년 3월 - 도쿠야마시(현재의 슈난시)에 「주식회사 라디오 야마구치」설립
- 1956년 4월 1일 - 일본 38번째 민방 라디오국으로서 방송 개시.당초 주파수…도쿠야마국 560kc
- 1957년 9월 4일 - 약칭을 KRY로 정한다.
- 1959년 10월 1일 - 「라디오 야마구치 TV」라는 이름으로 텔레비전 방송 개시
- 1961년 6월 1일 - 「야마구치방송 주식회사」로 회사명을 변경
- 1961년 7월 14일 - 시모노세키시에 야마구치 방송 간몬 TV 방송국 개국.이후, 네트워크 관계가 복잡해졌다(별항참조).
- 1965년 5월 3일 - 라디오 네트워크 NRN(National Radio Network)에 가맹
- 1966년 4월 - 텔레비전 네트워크 NNN(Nippon News Network)에 가맹
- 1967년 10월 1일 - 컬러TV방송 개시
- 1973년 - NNS(니혼테레비 네트워크 협의회)에 가맹.
- 1978년 - 라디오 주파수 변경과 동시에 kc(킬로사이클)에서 현재의 kHz(킬로헤르츠)로 변경되었다
- 1979년 12월 1일 - 텔레비전 음성다중방송 개시
- 1982년 10월 26일 - 라디오 네트워크 JRN(Japan Radio Network)에 가맹.
- 1993년10월 1일 - 야마구치 아사히 방송이 개국하면서 TV 아사히 프로그램이 야마구치 아사히 방송에 이관되었고 이에 따라 니혼TV 완전가맹국이 된다.
- 2000년 1월 1일 - 텔레비전 24시간 방송을 개시
- 2006년 10월 1일 - 지상파 디지털 텔레비전 방송 개시
- 2011년 7월 24일 - 지상파 아날로그 텔레비전 방송 종료

## 라디오

### 특징
- 텔레비전 방송에서 심야 프로그램을 거부한 영향도 있어서인지 심야 방송에 대해서는 반대론이 우세를 보였고 오랫동안 평일의 경우 새벽1시에 정파하는 상황이 계속되었다.이는 예전에 방송국의 사장을 역임했던 사람중에 야마구치 현의 교육장을 역임한 사람이 있어 야마구치 현 교육위원회와의 관계가 깊었던 사정도 영향을 주고 있다.
- 1982년경 새벽 3시로 정파시간을 변경하고(그 후 새벽 2시로 정파시간 변경) 1988년4월, 「올나이트니폰」의 동시 방송을 개시했으며 철야 방송은 FM야마구치 보다 2년 늦은 1990년4월부터 시작했다.
  - 이 때주고쿠 지방의 민영 중파 방송국에서는 KRY와 같이 철야 방송이 아니었던 산인방송 라디오도 철야 방송으로 이행했지만 이쪽은 방송 구역이 더 넓은 이유도 있어 토요일 심야(일요일 이른아침)의 방송 휴지는 존속되어 현재도 1시간의 방송 휴지가 실시되고 있다(참고로 산인방송은 방송초기 토요일 아침 5:00-6:00에도 휴지 시간을 마련하고 있었다).
- 1990년대 초까지 일본에서 드물게 평일아침 와이드 프로그램이 존재하지 않는 AM방송국이었다.
- 기본적으로 일요일 새벽 1시에 정파하지만, 선거 특별프로나 연말 연시는 임시 철야 방송을 실시하는 경우가 있다.
- 슈난·시모노세키·이와쿠니·스사타마가와의 4 송신소는 해안, 혹은 현 경계에 가까운 곳에 설치되어 있어 근처의 다른현에도 전파가 잘 전달되기 때문에, 이러한 지역에서도 청취자가 많다.
- 야마나시 방송본 방송국과 주파수가 동일하기 때문에, 동일본에서 야간 원거리 수신은 어렵다. 그리고 구마모토현에서는 NHK 구마모토 제1라디오가 756 kHz라서 소리가 들려도 혼신이 되어 청취하기 어려우며 하기 중계국은 일부 지역에서 KBC 라디오 유쿠하시 중계국과의 혼신이 있다.

### 라디오 주파수
| 방송국·중계국       | 주파수  | 출력 | 비고                                                                                          |
| ------------------- | ------- | ---- | --------------------------------------------------------------------------------------------- |
| 슈난 방송국         | 765kHz  | 5kW  | 콜사인은 JOPF                                                                                 |
| 야마구치 중계국     | 765kHz  | 300W | 콜사인 JOPO가 있었으나 현재는 폐지. 2009년 4월 27일 이전에는 주파수 1458kHz, 출력 100w로 방송 |
| 시모노세키 중계국   | 918kHz  | 1kW  | 콜사인은 JOPM                                                                                 |
| 하기 중계국         | 1485kHz | 1kW  | 콜사인은 JOPL                                                                                 |
| 이와쿠니 중계국     | 918kHz  | 1kW  | 콜사인은 JOPN                                                                                 |
| 스사타마가와 중계국 | 765kHz  | 300W |                                                                                               |

| 방송국·중계국                     | 주파수  | 출력 | 비고 |
| --------------------------------- | ------- | ---- | ---- |
| 야마구치 FM 보완중계국            | 92.3MHz | 1kW  |      |
| 야나이 FM 보완중계국              | 92.3MHz | 100W |      |
| 이와쿠니 FM 보완중계국            | 92.3MHz | 100W |      |
| 시모노세키 FM 보완중계국          | 92.3MHz | 100W |      |
| 아토 FM 보완중계국                | 92.3MHz | 100W |      |
| 우베 FM 보완중계국                | 92.3MHz | 100W |      |
| 야마구치 코우노미네 FM 보완중계국 | 92.3MHz | 100W |      |
| 스오 오시마 FM 보완중계국         | 92.3MHz | 20W  |      |
| 미네 FM 보완중계국                | 86.4MHz | 100W |      |
| 나가토 FM 보완중계국              | 86.4MHz | 20W  |      |
| 하기 FM 보완중계국                | 86.4MHz | 100W |      |
| 도요우라 FM 보완중계국            | 86.4MHz | 20W  |      |
| 스사타마가와 FM 보완중계국        | 86.4MHz | 50W  |      |

### 네트워크의 변천
- 1951년에 방송을 개시한 RKB 마이니치 방송(당시의 회사명은 「라디오규슈」)은 호후시에 중계국을 개설하려고 하고 있었다.이 때 야마구치현이 제동을 걸고 KRY가 개국한 일이 있어서 KRY는 RKB가 간사회사 중 하나인 JRN 가맹을 개국 당시부터 25년이상 기다리지 않으면 안 되었다.
- JRN과의 크로스 넷을 단행한 배경에는, 라디 오간토(현재의 RF라디오닛폰)이 독점 중계하고 있던 프로야구 요미우리 자이언츠 주최 경기가 1977년10월부터 JRN에서 중계가 시작된 것이 그 이유이다.
- 1965년 5월 3일　NRN(National Radio Network) 가맹

당시에는 위에 서술한 이유로 인해닛폰방송과의 관계가 강했다.
- 1982년 10월 26일　JRN(Japan Radio Network) 가맹
- 1983년 4월 1일　JRN계열 방송 시작

## 텔레비전 방송

### 특징
- 야마구치 방송은 NNN 완전가맹국이고 평일 아침은 홈쇼핑 프로그램등을 편성하고 있어서 NNN 보도 특별 프로그램(도쿄발·후쿠오카발)을 연결하는 일이 많다.
  - 규슈북부·야마구치 지방에 태풍이 접근했을 때는 후쿠오카 방송으로부터 네트워크 특별프로를 방영한다.그 때 야마구치의 정보를 전하기 전에 화면상 측에 「곧 KRY의 스튜디오로부터 「태풍 0호 정보」를 보내 드립니다.」라고 나온다.
- 야마구치현의 민영 텔레비전 방송국 중 프로그램의 자사 제작 비율이 가장 높고 NNN계열 전국 방송 프로그램의 제작도 적극적으로 다루고 있다.
- 야마구치현에 후지 TV와 TV 도쿄 계열 방송국이 없어 두 방송국의 프로그램을 프로그램 구입형태로 방송하지만 후지TV 프로그램의 경우 이전에 후지 네트워크에도 가맹한 적이 있는 TV 야마구치에서 많은 수의 후지TV 프로그램을 편성하고 있어 야마구치 방송에서는 TV 야마구치에서 편성하지 못한 후지 TV의 프로그램을 송출하고 있으며 그에 따라 TV 도쿄의 프로그램[1]을 주로 송출하고 있다.
- 현내에서 시청률이 가장 높은 방송국이다.

### 네트워크 변천사

#### 개국 당초
개국 당시에는 니혼TV 중심이었으나 자유 네트워크 체제를 택했기 때문에, 뉴스도 각 계열로부터 공급되었다.
- 니혼TV(NTV)…「니혼TV 뉴스」, 「부인뉴스」
- 도쿄방송…「아사히신문 뉴스」·「마이니치신문 뉴스」【격일】
- 지역뉴스…후지TV의 「교도TV 뉴스」일부분을 지역 취재범위로 바꾼 「라디오야마구치 TV뉴스」 및 「라디오야마구치TV 위클리」.

#### 간몬 텔레비전 방송국 개국
- 간몬 텔레비전 방송국은 1961년 7월 14일 시모노세키시 히노야마에 4ch로 예비 면허를 받았지만 그때 전파와 프로그램에 규제가 들어갔다.주된 이유는 아래에 서술한다.

1. 타 방송국 4채널 시청자를 보호하기 위해 서쪽과 남쪽방향 전파를 규제한다.
2. 에리어를 공통으로 하는 것 외 민방국(RKB 마이니치 방송(RKB), TV 니시닛폰(TNC), 규슈 아사히 방송(KBC))과 내용을 같이 하는 프로그램은1일 방송 시간의 3분의 1 이하로 하고, 대신 도쿠야마(현·슈난) 국의 필름 프로그램·자주 제작 프로그램을 50%이상 방송한다(당시 타사에서는 80%의 회선연결방송이 보통이었다).

- 이렇게 해서, 간몬방송국은 사실상 독립 방송국 상태가 되어, 민방1사가 2개의 독립하는 키 스테이션을 맡는(1국 2파 체제)라고 하는 일본 최초의 사례를 만들어냈다.
- 그 때문에 프로그램표에는, 「야마구치TV(도쿠야마·하기·이와쿠니)」와 「야마구치방송 간몬」으로 게재되어 일본에서도 전례가 없는 사태가 발생했다.
- 간몬방송국은 당초 방송의40%가 회선연결방송이었지만, 점차 회선연결이 줄어들어 2, 3년 후에는 마침내100% 필름 프로그램만 방송하게 되었고 이 사태는 1964년 10월 1일 TNC가 니혼TV 계열을 이탈하면서 도쿠야마 방송국과 같은 프로그램을 방송할 수 있게 될 때까지 계속되었다.
- 이 당시의 뉴스도, 도쿠야마국과 간몬국의 뉴스가 달랐다.
  - 도쿠야마국…「아사히신문 뉴스」, 「마이니치신문 뉴스」, 「NNN 아침7시뉴스」(NTV 배급), 「니혼TV 뉴스」→「NNN 와이드 뉴스」, 「NNN 뉴스 플래시」, 「NNN 오늘의사건」
  - 간몬국…「아사히신문 뉴스」, 「마이니치신문 뉴스」, 「KRY 텔레비전 뉴스」(후지계 「교도TV 뉴스」와 연결해서·다만 「산케이신문 뉴스」의 일부분은 도쿠야마국에서도 방송).
- 1962년 5월 21일「KRY TV석간」 제I세대 스타트(자사 제작이므로 도쿠야마·간몬 양 방송국 모두 방송).

#### 슈난·간몬국 편성 일원화
- 간몬 방송국이 개국할 당시, 기타큐슈 시(개국 당시 ~1963년 2월까지는 모지시,코구라시등) 측에서는, RKB가 TBS와 TNC가 NTV와 KBC가 후지 텔레비전 및 NET(현재의 TV아사히)와 텔레비전 네트워크 관계를 맺고 있었다.
- 1964년 10월 1일 요미우리 신문이 규슈에서 신문 발행을 개시하자 이에 니시니혼 신문이 강경하게 거부반응을 나타냈으며 이 일로 니시니혼 신문은 예전부터 지속된 요미우리와의 협력 관계를 끊어버렸고 그와 동시에 니시니혼 신문과 자본관계가 있는 TNC는 NTV와의 네트워크를 해지해 TNC가 후지 텔레비전과, KBC가 NET와 네트워크 관계를 맺는 것이 확실히 정해졌다. 이에 따라 KRY 간몬 텔레비전 방송국의 프로그램 규제가 없어졌기 때문에, 슈난 본국과 동시방송을 하기 시작했다.
- 이 사건의 영향으로 야마구치 방송은 콜사인 고지시 1990년대 후반까지 「JOPF-TV 야마구치 방송텔레비전」 「JOPM-TV 야마구치 방송 간몬 텔레비전」으로 양쪽 다 방송되는 일이 계속되어 극히 일부 프로그램은 간몬방송국에서 프로그램을 보내고 있었다(현재는 해소하고 있다).
- 24시간 방송을 개시하기 전에도, 또 후에도, 「방송개시」 「방송종료」화면에 「JOPF-TV」 「JOPM-TV」과 같이 슈난·시모노세키 양국의 콜사인이 표시되고 있으나 지상파 디지털 텔레비전 방송은 슈난 방송국만이 중심방송국이 때문에 아날로그 텔레비전 방송이 종료되면서 더 이상 표지되지 않고 있다.

#### 1970년대 이후, 특히 NNN과의 관계
- 1975년 6월, 야마구치현 출신인 사토 에이사쿠수상이 사망했을 때 KRY는 NNN중심국인 NTV에 보도 특별 프로그램의 제작을 요청했지만, 당초 NNN의 보도 특별프로 제작 예정은 없었다.그러던 중 FNN(후지TV 계열)에서 2시간짜리 보도 특별프로가 방송하게 되어 KRY는 「FNN 특별프로의 방송을 이해해 주었으면 좋겠고, 그때 뉴스프로그램 전국연결을 키국쪽에서 요구하면 응하지 않을 수 없다.」라는 내용의 합의를 한 후 니혼TV에 그 사실을 전했다.이 뜻을 전해받은 NTV는 급거 보도 특별프로를 제작해 당연한 KRY는 NNN의 보도 특별프로를 방송했다.
- NTV로 방영되고 있던 「11PM」, 「위크엔더」 , 「미세스&미세스」, 「점심의 와이드쇼」등의 내용 저속화를 비판했지만 개선되지 않자 KRY는 최종 수단으로서 「11PM」과 「미세스&미세스」의 방송을 중지했다( 「위크엔더」는 골든타임 프로그램이기 때문에 계속 방송했고 「점심의 와이드쇼」는 중단을 보류했다).덧붙여 오전 동시연결 재개는 1979년 4월 시작한 룩 룩 안녕하세요, 심야 11시대의 니혼TV계열 버라이어티 방송재개는 TV아사히계 탈퇴(크로스넷 해소)에 따라 EXTV를 방송 하면서 부터이다.
- 11PM 중단 후 KRY에서는 「11PM」의 후속프로그램으로서 당시 TV 야마구치(tys)가 크로스 네트워크 형식으로 방송하던 후지TV 계열의 「프로야구뉴스」를 방송했다.
  - KRY에서 이러한 조치를 취할 수 있던 것은 당시 tys는 TBS계 중심의 크로스 네트워크 방송국(다만 후지 텔레비전 계열은 프로그램 네트워크인 FNS만 가맹)이어서 이 시간대에 JNN 협정 적용 프로그램의 「JNN 스포츠데스크」를 편성하고 있었던 시기가 있었고, 「JNN 뉴스데스크」가 편성에 따라서는 방송 못하는 사례가 있어 「프로야구 뉴스」의 편성이 물리적으로 어려웠기 때문에라고 추측되나 KRY는 계열외 방송국이었기 때문에 5분간의 시간차방송을 위해서 특별한 기재를 도입해야 하는 필요를 느끼는 등 방송연결은 예상 이상으로 난항을 겪었다.[2][3]
- 1993년10월 1일, ANN 완전계열국인 야마구치 아사히 방송(yab)이 개국하면서 민간방송 교육협회 제작 프로그램을 제외한 TV 아사히제작 프로그램이 모두 yab로 이행되면서 니혼TV 완전가맹국이 되었다.
- 여기까지 서술한 대로, 야마구치 방송은 꽤 복잡한 네트워크 관계에 엮였고 보도 중심국은 오랫동안 니혼TV였다.

## 야마구치현에 있는 다른 텔레비전·라디오 방송국
- NHK 야마구치 방송국
- TV 야마구치(tys)(도쿄 방송 계열)
- 야마구치 아사히 방송(yab)(TV 아사히 계열)
- FM야마구치(JFN 계열)